# Palacio Ghilini
El Palazzo Ghilini es un edificio de estilo barroco piamontés situado en la ciudad de Alessandria, uno de los más monumentales de su centro histórico. Debe su nombre a su cliente, el marqués Tommaso Ottaviano II Ghilini, que lo hizo construir en el siglo XVIII. La historia de la familia Ghilini transcurre paralela a la historia de la ciudad de Alessandria desde su fundación: obispos, cardenales, hombres de letras, capitanes de armas, diplomáticos. Hubo muchas figuras notables que, junto con otras familias alejandrinas, contribuyeron al crecimiento y desarrollo de la ciudad. El Palacio Ghilini puede considerarse el punto de llegada arquitectónico de un viaje que comenzó muchos siglos antes.

## Historia

### SigloXVIII
El proyecto fue confiado al sobrino del marqués, el arquitecto Benedetto Alfieri, a quien sucedió hacia mediados de siglo el arquitecto Giovanni Battista Gianotti. La construcción del palacio comenzó con el cuerpo principal del edificio, que fue construido bajo la dirección de Giuseppe Caselli y terminado en 1732. Posteriormente, en 1766 se construyó la parte norte y sólo a mediados del siglo XIX se construyó el ala sur que da a Via Parma.

### SigloXIX
Con la restauración de la Casa de Saboya, el palacio pasó al estado y se convirtió en Palacio Real. Y luego, en 1869, el Consejo Provincial compró el edificio para convertirlo en la sede del Consejo, del Consejo, de varias oficinas administrativas y de la sede de la Prefectura de Alessandria.